# Leiktho
Leiktho (birman : : လိပ်သိုမြို့) est une ville de l'État de Kayin (autrefois appelé État Karen) en Birmanie. Elle appartient au township de Thandaunggyi dans le district de Pa-An.

## Histoire
C'est à Leiktho que Mario Vergara rencontra Isidore Ngei Ko Lat, bienheureux de l'Église catholique